# چشمک‌بازی
چشمک بازی: یک بازی گروهی بوده که تعداد افراد در آن مطرح نمی‌باشد ولی معمولاً به صورت ۴ تا ۱۰ نفره انجام می‌شود.

## وسائل مورد نیاز
ابتدا به تعداد افراد تکه‌های کاغذ را به اندازهٔ بسیار کوچک در حدی که فقط بتوان روی آن یک کلمه را نوشت تهیه می‌شود (که به آن‌ها قرعه می‌گویند)، سپس روی یکی از قرعه‌ها عبارت چشمک را بنویسید و روی ما بقی قرعه‌ها کلمه یا عددی را بنویسند.
البته بخاطر داشته باشید که حتماً روی یکی از قرعه‌ها عبارت چشمک را درج نمائید.

## شیوهٔ انجام بازی
ابتدا افراد به صورت دایره نشسته، بطوری‌که تمامی افراد به چشم‌های دیگر بازیکنان تسلط داشته باشند.
سپس مدیر بازی تمامی قرعه‌ها را که از قبل تا زده شده‌است را در مرکز دایره می‌ریزد و در همین حین تمامی بازیکنان جهت برداشتن هرکدام یک قرعه اقدام می‌کنند.
حال هر بازیکن قرعهٔ خود را باز کرده و از قرعهٔ خود آگاه می‌شود.
بازیکنی که روی قرعهٔ آن عبارت چشمک نوشته شده‌است موظف است به دیگر بازیکنان چشمک بزند بطوری‌که فقط بازیکن مخاطبش متوجه چشمک زدن او بشود و به همین صورت ادامه دهد تا یک نفر باقی بماند که آن یک نفر بازندهٔ بازی است و باید مجازات شود.
بازیکنی که به او چشمک زده شده‌است باید برگهٔ خود را در وسط دایره بیندازد بطوری‌که دیگران متوجه شوند که او قرعهٔ خود را به وسط دایره انداخته است و از روند بازی تا شروع بازی بعدی کنار می‌رود.
بازیکنی که می‌خواهد قرعهٔ خود را در وسط دایره بیندازد نباید همان لحظه که چشمک به او زده شده اینکار را انجام دهد، چرا که با این کار باعث می‌شود تا دیگر بازیکنان متوجه شوند که چشمک دست چه کسی می‌باشد.
در صورتی‌که هر کدام از بازیکنان، بازیکنی که چشمک دست او باشد را در حین چشمک زدن به بازیکن دیگری مشاهده کنند (متوجه چشمک زدن او بشوند) موظفند که اعلام کنند چشمک دست اوست و بازندهٔ بازی می‌باشد و باید او را مجازات نمود (بازیکنی که چشمک دست او بوده‌است).
اگر در حین انجام بازی بازیکنی قرعهٔ خود را بدون اینکه به او چشمک زده شده باشد به زمین بیندازد، باید توسط بازیکنی که چشمک دست او می‌باشد به دیگران به عنوان بازنده معرفی شود و اعلام کند که چشمک دست من است و من به او چشمکی نزده‌ام، اما او قرعهٔ خود را به زمین انداخته است.
در روند بازی بازیکنان می‌تواند حدس بزنند که چشمک دست کدام بازیکن است، حال در صورتی‌که درست حدس زده باشند بازیکنی که چشمک دستش بوده بازندهٔ بازیست، در غیر اینصورت کسی که حدس زده است و حدسش اشتباه بوده بازنده است و باید مجازات گردد.
مجازات بازنده:
مجازات بازی نسبت به بازیکنان و جنسیت آنان متفاوت می‌باشد، اما مجازات رایج برای این بازی تنبیه‌های گروهی بوده که برای بازنده تعیین می‌شود.
تعدادی از مجازات هائی که در این بازی بکار می‌روند عبارتند از: کتک زدن دسته جمعی، قلقلک دادن دسته جمعی، جشن پتو، بو کردن جوراب بدبو، خوردن پیاز خام، خوردن لیوان آب (داغ، تند و ..)، نوشتن جمله‌ای در حد ۵ کلمه یا کشیدن نقاشی (مثل گل) با قسمتی از بدن به دیوار (با پشت سر، پیشانی، با کمر یا باسن) که باید کل بدن به صورت یکپارچه تکان بخورد، جوجه فنگ کردن، غلتیدن، چرخیدن سریع به دور خود و هر چیز دیگری که بتوان به عنوان مجارات برای یک فرد بکار برد.

## تبصره‌ها
- تمامی قرعه‌ها باید به صورت یکسان بوده و هیچ‌کدام نباید دارای علامت یا رنگ خاصی باشد که آن را از دیگر قرعه‌ها متمایز کند.
- هیچ بازیکنی حق صحبت کردن در مورد قرعهٔ خود یا دادن نشانی ای که مشخص شود قرعه اش چیست را ندارد و در صورت انجام، آن بازیکن بازنده بوده و مجازات خواهد شد.
- هر بازیکنی که هنگام شروع بازی بیش از یک قرعه را بردارد بازندهٔ بازی بوده و باید مجازات شود.
- بازیکنی که چشمک دست او می‌باشد وظیفهٔ تعیین مجازات بازندهٔ بازی را به عهده دارد.
- قرعه‌ها در هر نوبت توسط یک نفر به مرکز دایره ریخته می‌شود که به آن مدیر بازی می‌گویند.
- در شروع بازی مدیر بازی نیز تغییر می‌کند و این تغییر نوبت برخلاف جهت عقربه‌های ساعت انجام می‌شود.
- مجازات توسط مدیر بازی تعیین می‌شود به غیر از اینکه خود مدیر بازی، بازندهٔ بازی باشد که در اینصورت کسی که چشمک دست او بوده مجازات را تعیین می‌کند.
- اگر مدیر بازی بازنده شود و همچنین چشمک نیز دست او بوده باشد، مجازات توسط مدیر بعدی تعیین می‌گردد.